# Fontaine-Chalendray
Pour les articles homonymes, voir Fontaine.
Fontaine-Chalendray est une commune du Sud-Ouest de la France située dans le département de la Charente-Maritime en région Nouvelle-Aquitaine.

## Géographie

### Communes limitrophes
|        | Romazières          | Villiers-Couture               |
| Seigné | Fontaine-Chalendray | Chives                         |
| Cressé | Bazauges            | Ranville-Breuillaud (Charente) |

### Hydrographie
C'est à Fontaine-Chalendray que l'Antenne prend sa source. La vallée de l'Antenne est un des sites Natura 2000 de la Charente-Maritime.

## Urbanisme

### Typologie
Au 1er janvier 2024, Fontaine-Chalendray est catégorisée commune rurale à habitat très dispersé, selon la nouvelle grille communale de densité à 7 niveaux définie par l'Insee en 2022.
Elle est située hors unité urbaine et hors attraction des villes,.

### Occupation des sols
L'occupation des sols de la commune, telle qu'elle ressort de la base de données européenne d’occupation biophysique des sols Corine Land Cover (CLC), est marquée par l'importance des territoires agricoles (87,6 % en 2018), en augmentation par rapport à 1990 (86,5 %). La répartition détaillée en 2018 est la suivante : 
terres arables (68,7 %), zones agricoles hétérogènes (18,8 %), forêts (12,4 %). L'évolution de l’occupation des sols de la commune et de ses infrastructures peut être observée sur les différentes représentations cartographiques du territoire : la carte de Cassini (XVIIIe siècle), la carte d'état-major (1820-1866) et les cartes ou photos aériennes de l'IGN pour la période actuelle (1950 à aujourd'hui).

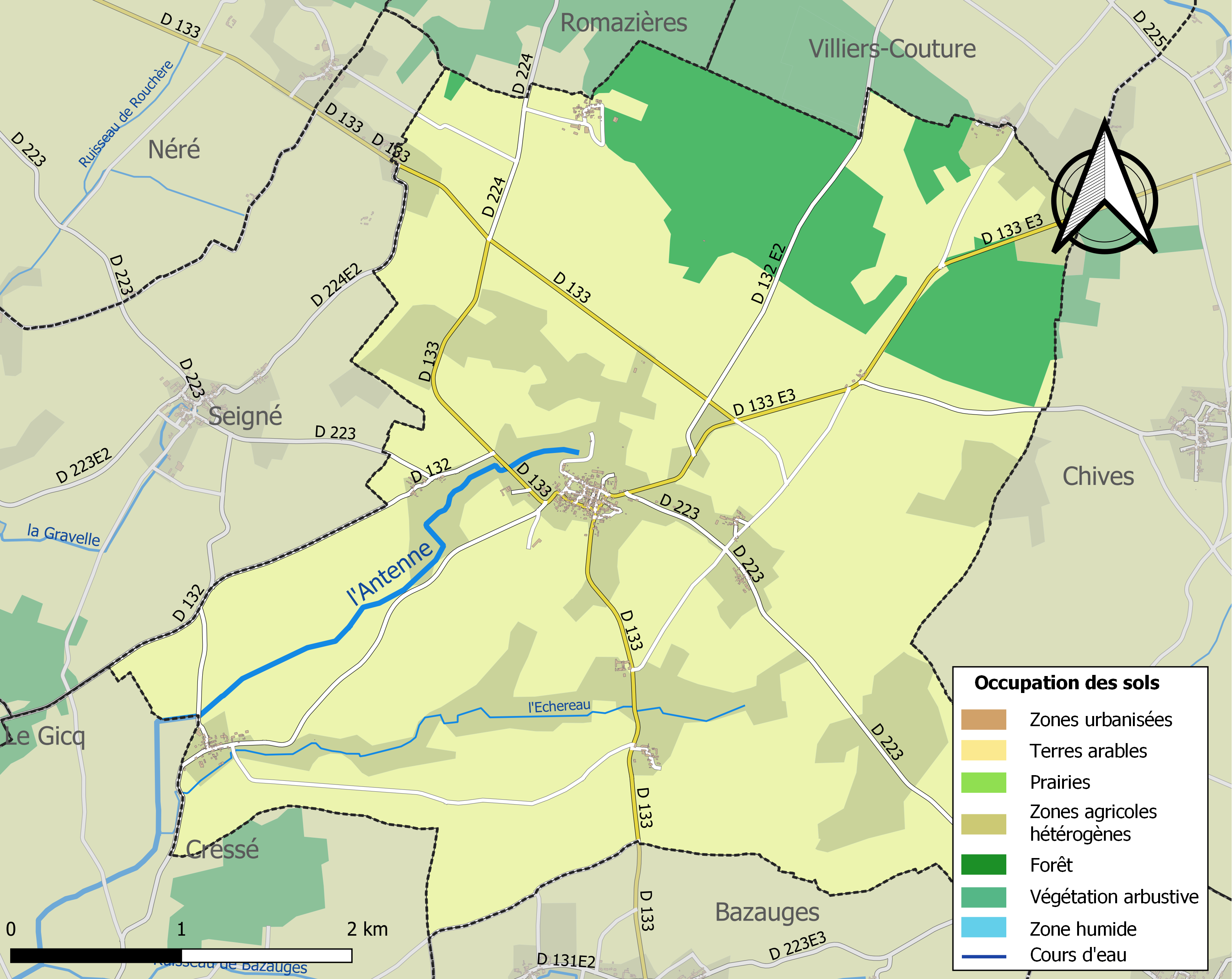
Carte des infrastructures et de l'occupation des sols de la commune en 2018 (CLC).

### Risques majeurs
Le territoire de la commune de Fontaine-Chalendray est vulnérable à différents aléas naturels : météorologiques (tempête, orage, neige, grand froid, canicule ou sécheresse), inondations, mouvements de terrains et séisme (sismicité modérée). Il est également exposé à un risque technologique,  le transport de matières dangereuses. Un site publié par le BRGM permet d'évaluer simplement et rapidement les risques d'un bien localisé soit par son adresse soit par le numéro de sa parcelle.

#### Risques naturels
Certaines parties du territoire communal sont susceptibles d’être affectées par le risque d’inondation par débordement de cours d'eau, notamment l'Antenne. La commune a été reconnue en état de catastrophe naturelle au titre des dommages causés par les inondations et coulées de boue survenues en 1982, 1999, 2010 et 2019,.

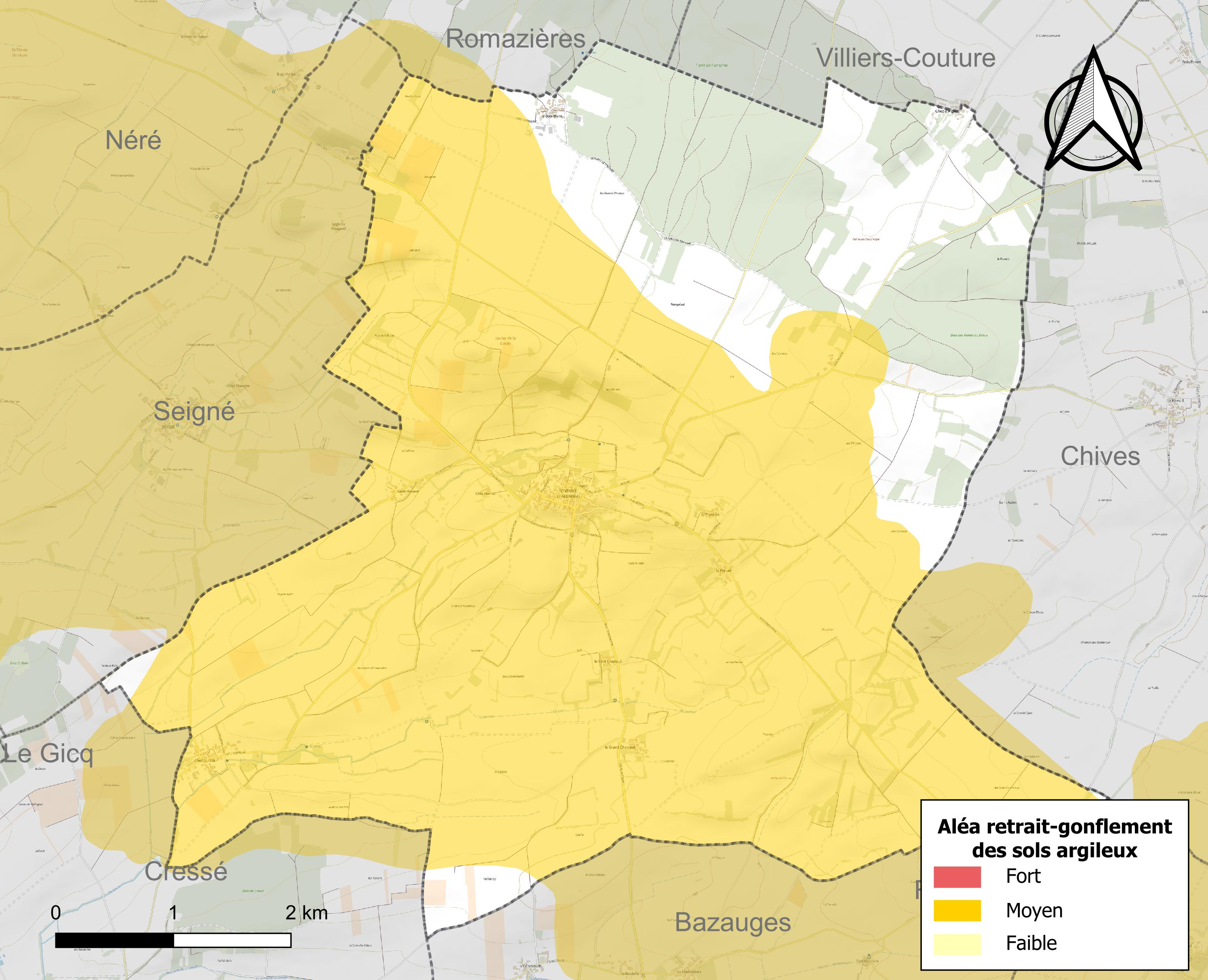
Carte des zones d'aléa retrait-gonflement des sols argileux de Fontaine-Chalendray.

Les mouvements de terrains susceptibles de se produire sur la commune sont des tassements différentiels.
Le retrait-gonflement des sols argileux est susceptible d'engendrer des dommages importants aux bâtiments en cas d’alternance de périodes de sécheresse et de pluie. 74,7 % de la superficie communale est en aléa moyen ou fort (54,2 % au niveau départemental et 48,5 % au niveau national). Sur les 195 bâtiments dénombrés sur la commune en 2019,  175 sont en aléa moyen ou fort, soit 90 %, à comparer aux 57 % au niveau départemental et 54 % au niveau national. Une cartographie de l'exposition du territoire national au retrait gonflement des sols argileux est disponible sur le site du BRGM,.
Par ailleurs, afin de mieux appréhender le risque d’affaissement de terrain, l'inventaire national des cavités souterraines permet de localiser celles situées sur la commune.
Concernant les mouvements de terrains, la commune a été reconnue en état de catastrophe naturelle au titre des dommages causés par des mouvements de terrain en 1999 et 2010.

#### Risques technologiques
Le risque de transport de matières dangereuses sur la commune est lié à sa traversée par une ou des infrastructures routières ou ferroviaires importantes ou la présence d'une canalisation de transport d'hydrocarbures. Un accident se produisant sur de telles infrastructures est susceptible d’avoir des effets graves sur les biens, les personnes ou l'environnement, selon la nature du matériau transporté. Des dispositions d’urbanisme peuvent être préconisées en conséquence.

## Toponymie
Le nom de Fontaine-Chalendray proviendrait du mot latin Fons/Fortis, signifiant "Source", ainsi que de Calendriacum / Villa Calendrii, le nom d’un domaine gallo-romain qui se serait situé sur une partie du bourg actuel. Le village se serait donc développé autour du domaine de Calendrius, un riche propriétaire terrien. Ce que les romains appelaient Villa constituait en fait une exploitation agricole avec la maison de maître, les logements des ouvriers et les bâtiments agricoles. Les ouvriers logeaient dans des bâtiments dont la réunion formait un village et qui prenait, le plus souvent, le nom du domaine.
Une autre hypothèse est émise quant à l'origine du nom. Le nom de Fontaine-Chalendray proviendrait de l'association des mots Fontaine et Chalendre, ancien nom donné à la rivière appelée aujourd'hui l'Antenne. C'est en effet à Fontaine-Chalendray que cette dernière prend sa source.

## Histoire
Fontaine-Chalendray relevait des Mortagne, vicomtes d'Aulnay, et passa par mariage aux Clermont (-Nesle) puis aux Montberon (voir à cet article) au XVe siècle, suivis des Salignac de la Mothe-Fénelon et des Montmorency-Laval-Lezay (cf. l'article Magnac) au XVIIe siècle. 
(Donc, de temps très anciens — les vicomtes d'Au(l)nay remontent à l'époque carolingienne — jusque dans la 1re moitié du XIXe siècle, la terre de Fontaine-Chalendray appartint à la même famille en lignée féminine).

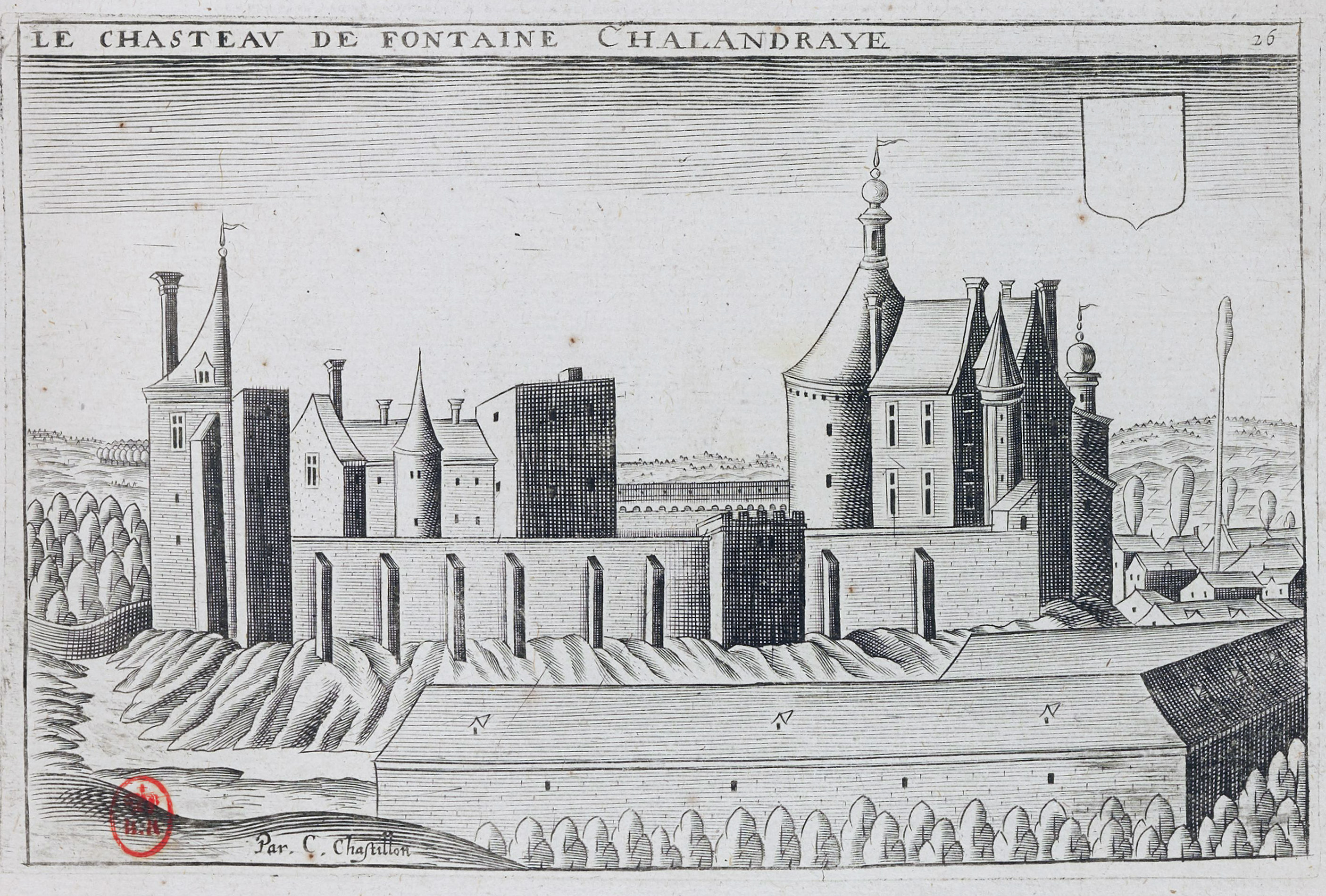
L'ancien château de Fontaine-Chalendray dessiné par Claude Chastillon en 1610.

Ainsi, l'état des paroisses de 1686 nous dit que mademoiselle de Fesnelon en était la dame, et que maintenant le marquis de Laval est le seigneur de la paroisse de Fontaine-Challandray qui produit surtout de la vigne et des céréales, et que le bois est au seigneur.
Fénelon serait passé par le village de Fontaine-Chalendray et aurait officié en sa chapelle.

## Politique et administration

### Liste des maires

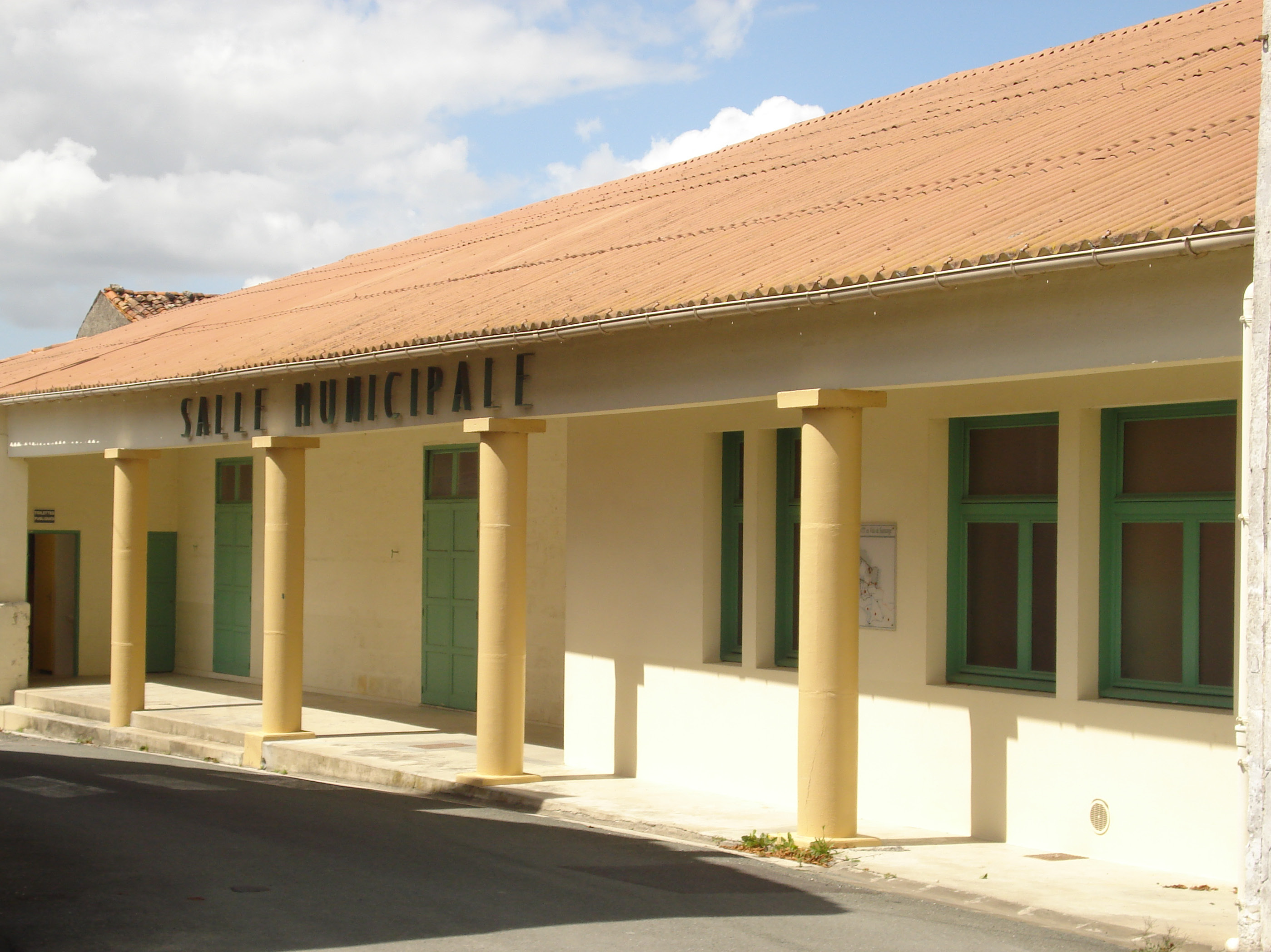
La salle municipale.

| Période                                  | Période      | Identité     | Étiquette | Qualité |
| ---------------------------------------- | ------------ | ------------ | --------- | ------- |
| .                                        | mars 2008    | René Simonet | DVD       |         |
| mars 2008                                | février 2012 | Cédric Baron |           |         |
| février 2012                             | En cours     | Didier Borel | .         | Employé |
| Les données manquantes sont à compléter. |              |              |           |         |

## Population et société

### Démographie

#### Évolution démographique
L'évolution du nombre d'habitants est connue à travers les recensements de la population effectués dans la commune depuis 1793. Pour les communes de moins de 10 000 habitants, une enquête de recensement portant sur toute la population est réalisée tous les cinq ans, les populations de référence des années intermédiaires étant quant à elles estimées par interpolation ou extrapolation. Pour la commune, le premier recensement exhaustif entrant dans le cadre du nouveau dispositif a été réalisé en 2007.

En 2022, la commune comptait 224 habitants, en évolution de +9,27 % par rapport à 2016 (Charente-Maritime : +4,04 %, France hors Mayotte : +2,11 %).
| 1793 | 1800 | 1806 | 1821 | 1831 | 1836 | 1841 | 1846 | 1851 |
| ---- | ---- | ---- | ---- | ---- | ---- | ---- | ---- | ---- |
| 774  | 867  | 865  | 938  | 954  | 967  | 921  | 936  | 867  |

| 1856 | 1861 | 1866 | 1872 | 1876 | 1881 | 1886 | 1891 | 1896 |
| ---- | ---- | ---- | ---- | ---- | ---- | ---- | ---- | ---- |
| 839  | 859  | 876  | 814  | 811  | 749  | 802  | 748  | 651  |

| 1901 | 1906 | 1911 | 1921 | 1926 | 1931 | 1936 | 1946 | 1954 |
| ---- | ---- | ---- | ---- | ---- | ---- | ---- | ---- | ---- |
| 636  | 636  | 600  | 543  | 542  | 519  | 539  | 512  | 474  |

| 1962 | 1968 | 1975 | 1982 | 1990 | 1999 | 2006 | 2007 | 2012 |
| ---- | ---- | ---- | ---- | ---- | ---- | ---- | ---- | ---- |
| 458  | 432  | 374  | 336  | 270  | 284  | 246  | 241  | 219  |

| 2017 | 2022 | - | - | - | - | - | - | - |
| ---- | ---- | - | - | - | - | - | - | - |
| 201  | 224  | - | - | - | - | - | - | - |

## Culture locale et patrimoine

### Lieux et monuments
- Église Notre-Dame-de-l'Assomption. Cette église romane était la chapelle du château aujourd'hui disparu. La façade occidentale est limitée par deux contreforts plats. En son milieu, le portail est à trois voussures. Au-dessus de la porte, sont représentés les douze apôtres assis. Leur tête a été brisée. Le chevet rectangulaire, scandé de grandes arcatures, est remarquable par la qualité de ses proportions. L'église a été rénovée en 2009. Les vitraux sont pour certains d'époque et d'autres contemporains. Cette église est inscrite au monuments historiques depuis 1992.
- Motte médiévale.
- Puits anciens.

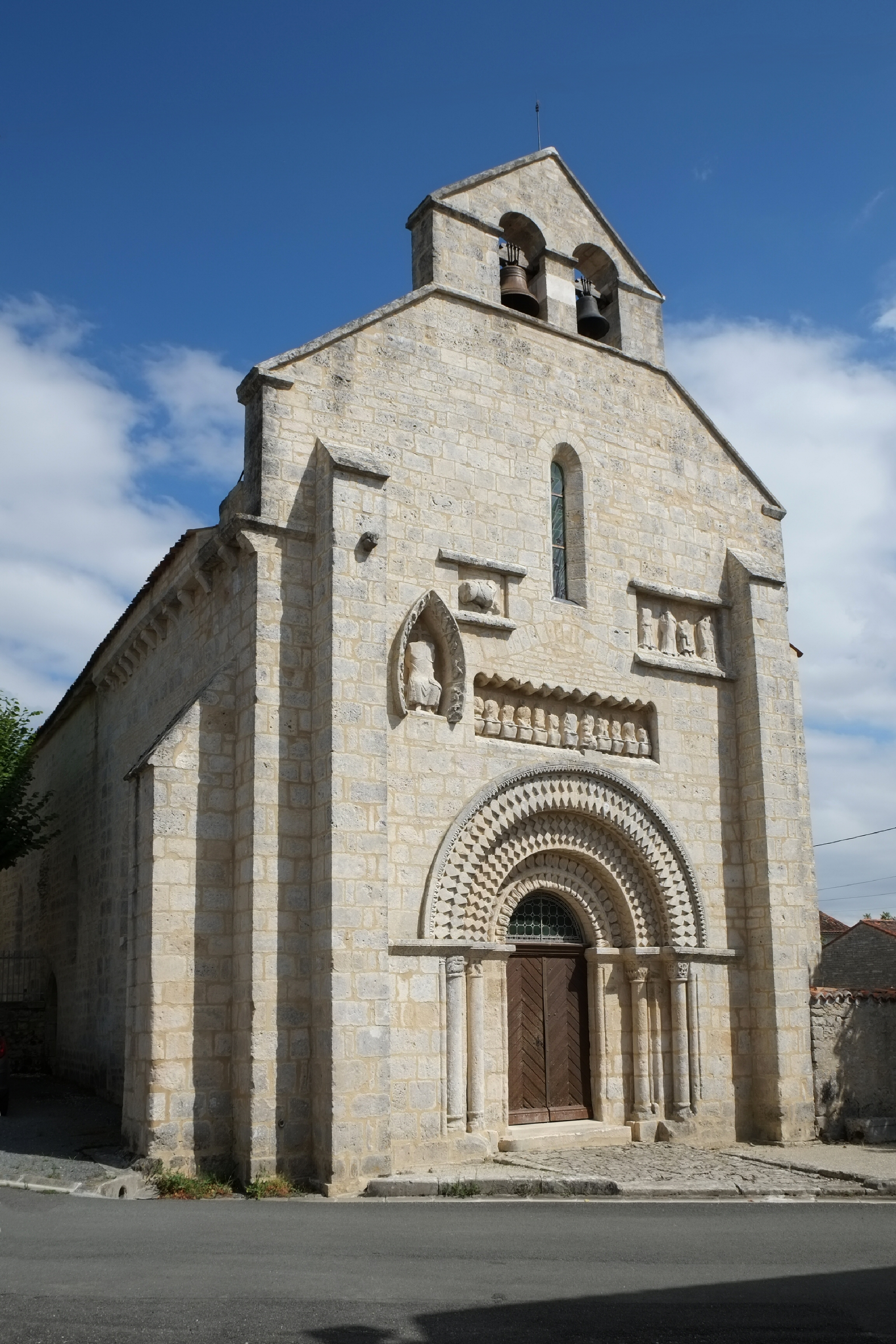
L'église Notre-Dame-de-l'Assomption.
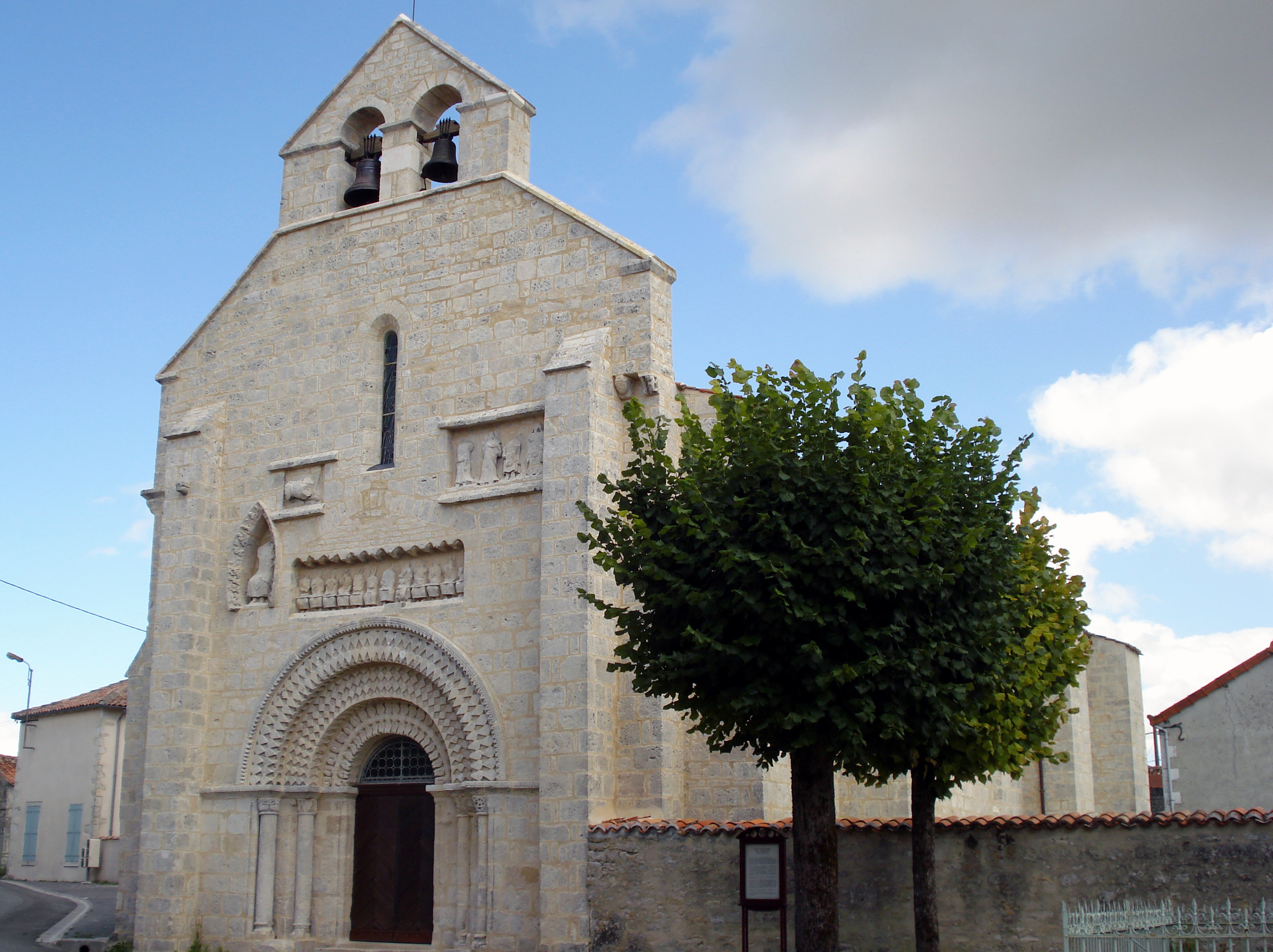
L'église Notre-Dame-de-l'Assomption.
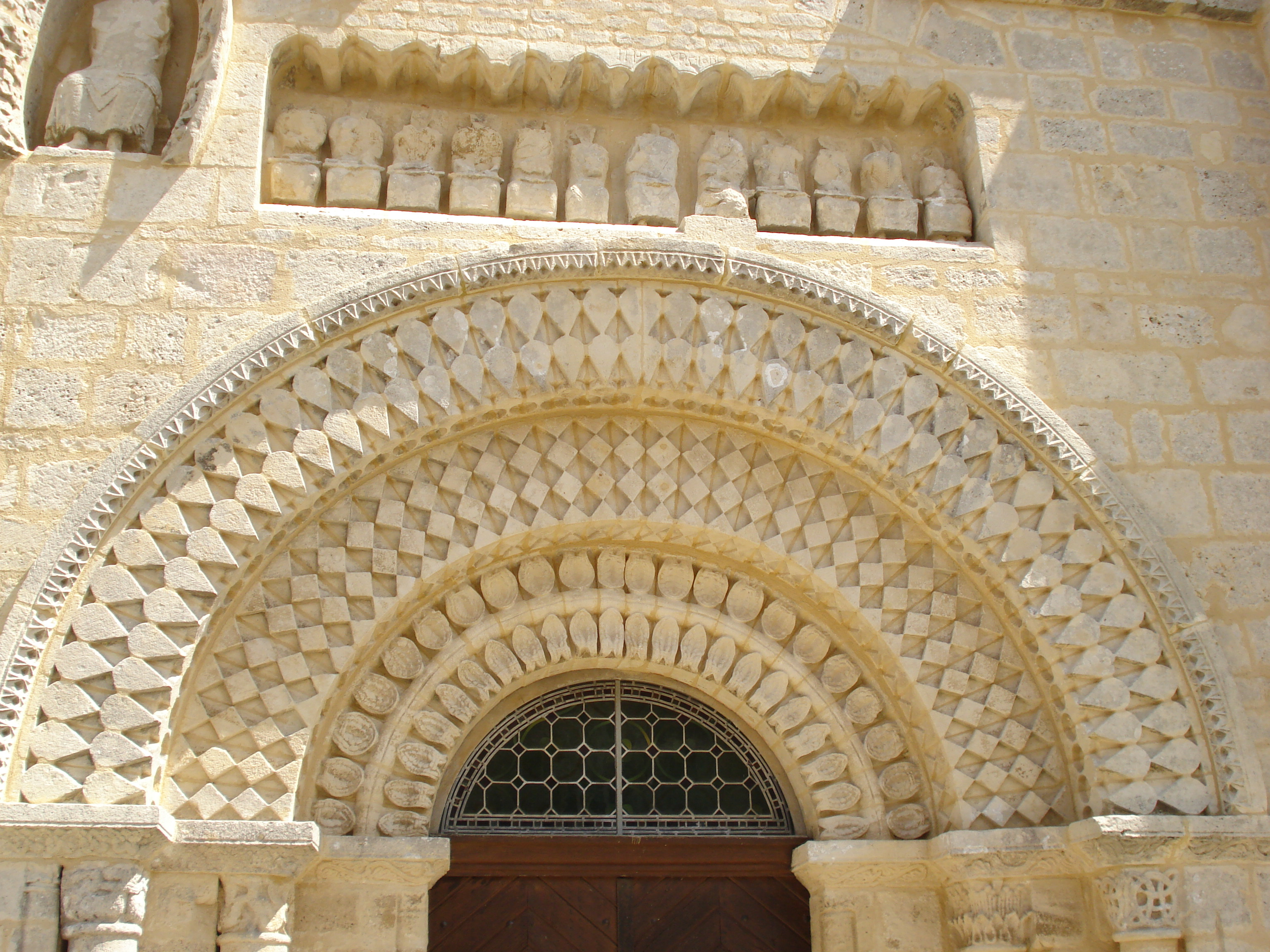
Les voussures du portail.
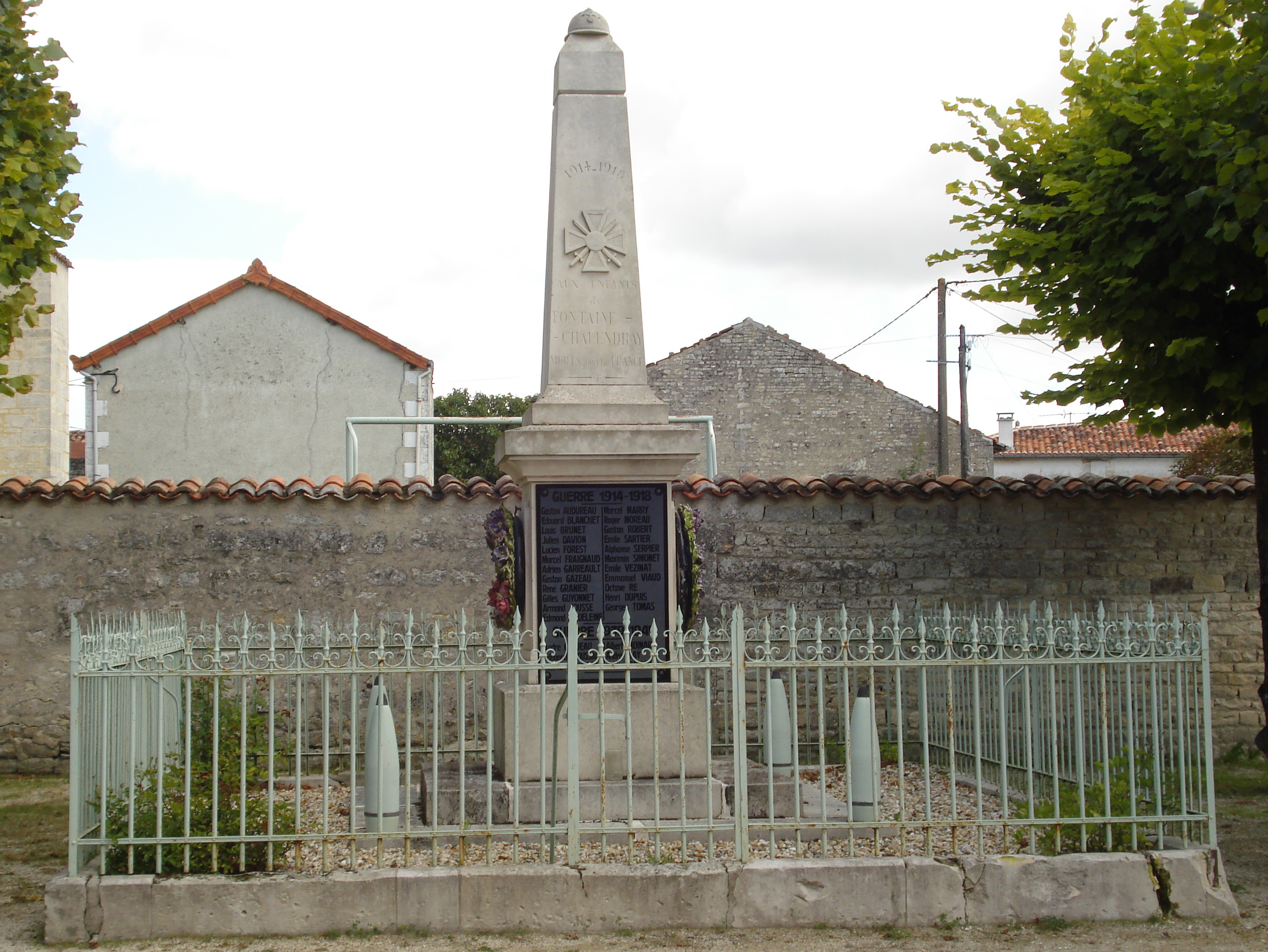
Le monument aux morts placé à côté de l'église.
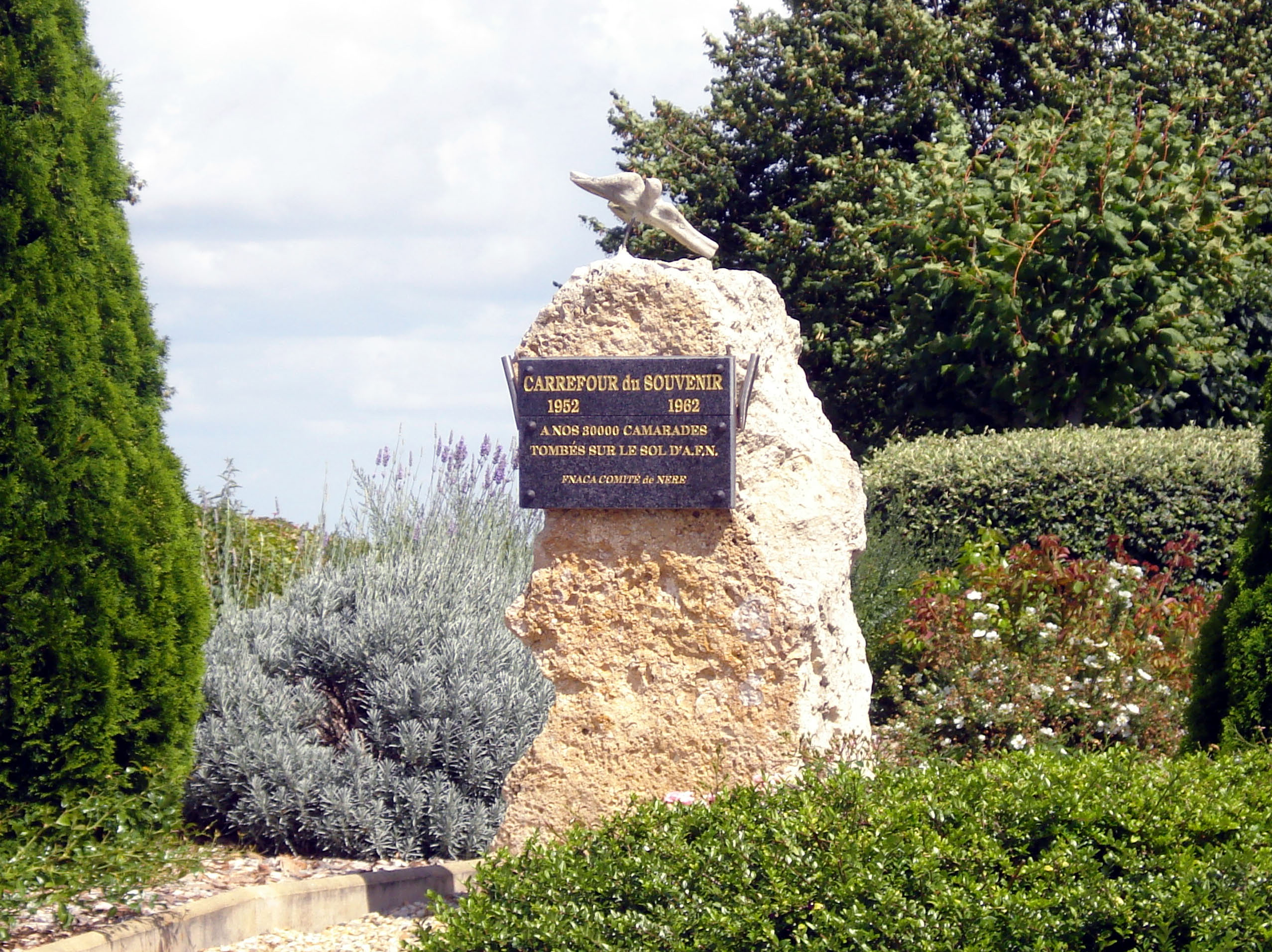
Le carrefour du souvenir en mémoire des morts d'Afrique du Nord.

### Personnalités liées à la commune
- L'abbé Mulot qui par ses écrits a transmis des pages de l'histoire du village.
- Jean-Michel Baron, pilote d'enduro, champion de France de motocross 250 cm3 en 1980 sur une moto de marque Portal, grièvement blessé le 11 janvier 1986 sur le Rallye Paris-Dakar, il resta plus de 24 ans dans un état végétatif avant de décéder le 2 septembre 2010.

### Héraldique
| Blason de Fontaine-Chalendray | Blason  | Écartelé : aux 1er et 4e d'argent à quatre burelles d'azur, aux 2e et 3e de gueules au croissant d'argent. |
| Blason de Fontaine-Chalendray | Détails | Adopté par la municipalité.                                                                                |